# Isometopus intrusus
Isometopus intrusus is een wants uit de familie van de blindwantsen (Miridae). De soort werd het eerst wetenschappelijk beschreven door Gottlieb August Wilhelm Herrich-Schäffer in 1835.

## Uiterlijk
De dicht behaarde bruine blindwants is altijd macropteer en kan 3 tot 4 mm lang worden. De mannetjes van de soort zijn langwerpig van vorm met een donkere kop, de vrouwtjes meer ovaal met een geelkleurige kop. Naast de fijne haartjes hebben het halsschild en de voorvleugels kleine donkere putjes. Het halsschild is aan de zijkanten geel en het scutellum is bruin met een witte punt. Het driehoekige gebied langs het scutellum is smal. De wantsen hebben korte gele pootjes met vaak zwarte dijen. Van de antennes is het eerste segment zwart, het tweede bruin en de laatste twee segmenten zijn donker.  

## Leefwijze
De wants kent één generatie per jaar en overwintert als eitje. De dieren zijn van juli tot september als imago waar te nemen op schors van takken en stammen van diverse loofbomen zoals appel, peer, eik, prunus, linde waar ze jagen op bladluizen, schildluizen en stofluizen of hun eitjes eten. Op appelbomen komen ze vaak samen met de appelbloedluis (Eriosoma lanigerum) voor.

## Leefgebied
In Nederland is de soort zeer zeldzaam. Het leefgebied van de wants is verder Palearctisch, van Europa tot het Midden-Oosten in Azië.